# Alcis obruta
Alcis obruta är en fjärilsart som beskrevs av Louis Beethoven Prout 1928. Alcis obruta ingår i släktet Alcis och familjen mätare. Inga underarter finns listade i Catalogue of Life.